# Stig Engström (acteur)
Stig Engström (14 januari 1942) is een Zweeds acteur. He verscheen in meer dan 60 films en televisieshows sinds 1968.

## Gedeeltelijke filmografie
- Badarna (1968)
- Georgia, Georgia (1972)
- I Am Maria (1979)
- Göta kanal eller Vem drog ur proppen? (1981)
- Mio, mijn Mio (1987)
- The Police Murderer (1994)
- Drowning Ghost (2004)
- Behind Blue Skies (2010)